# 感想戦
感想戦（かんそうせん）とは、囲碁、将棋、チェス、麻雀などのゲームにおいて、対局終了後に、開始から終局まで、またはその一部を再現し、対局中の着手の善悪や、その局面における最善手などを検討することである。なお、「感想戦」は本来は将棋用語であり、囲碁では通常「局後の検討」という言葉が使用されることが多い（NHK杯の司会者もそのような言い方をしている）。

## 概要
感想戦は双方の対局者の間で行われるが、対局者以外の観戦者も参加することが多い。対局の再現が必要となるため、棋譜を記録するか、記憶しておく必要がある。プロの囲碁・将棋の棋士は、大抵はその対局の棋譜を全て記憶している。
囲碁・将棋においては、プロの公式戦では感想戦はほとんどの場合に行われ、タイトル戦では観客を集めた大盤解説会場で挨拶した後に対局場に戻って行うこともある。
アマチュアでも高段者、上級者の対局では感想戦が行われることが多い。
感想戦を行うことによって、一局を客観的に見直すことができ、棋力の向上につながるためである。しかしプロ棋士は研究会の仲間であっても内容を明かすこと消極的なことや、相手への遠慮があるため当たり障りの無いことを言うとの意見もある。
チェスで感想戦に当たる行為はpost mortemといい、コントラクトブリッジの試合でもこの語が使用される。大規模な競技会では、対局を続けている人の邪魔にならないように、検討用の大部屋が別途用意されていることもある。
囲碁では対局後に行わずに帰っても問題とされることはないが、タイトル戦ではイベントの一部としてスケジュールに組み込まれていることもある。
チェスでは重要な大会では行われるが、時間的な余裕がない場合は省略してもよく、大会によって異なる。
将棋ではルール上明文化されているわけではないので、感想戦を拒否して帰っても特にペナルティはない。実際、プロの公式戦でも体調不良等を理由に感想戦を拒否したり、手短に済ませるケースがある。しかし観戦記者がいる対局における感想戦は記者及びファンに対するサービスという側面もあるため、行われないのは異例とされる。以下、感想戦を辞退した著名なプロ公式戦の例をいくつか挙げる。
- 1989年11月27日の第55期棋聖戦挑戦者決定戦で屋敷伸之に敗れて最年少タイトル挑戦を許した高橋道雄が「まずい将棋を指して、申し訳ありません」と言っただけで感想戦を行わなかった[5][6]。
- 2017年6月20日の第30期竜王戦6組昇級者決定戦トーナメントで高野智史に敗れて引退対局となった加藤一二三が、投了直前に「今日は感想戦はなしで」と言って感想戦を行わなかった[4]。加藤はこのことについて、早々に家族に報告したかったためとしている。
- 2020年7月6日の第79期B級2組順位戦2回戦で藤井聡太に敗れた橋本崇載が、「藤井君もハードスケジュールでしょうから。もうお開きにしたいと思います」と言って感想戦は行われなかった。藤井聡太は史上最年少タイトル獲得がかかる第61期王位戦七番勝負および第91期ヒューリック杯棋聖戦五番勝負の最中であった。多忙な対局スケジュールをこなす後輩棋士への橋本の配慮であった[7]。